# Sugihrejo (Kawedanan)
Sugihrejo is een bestuurslaag in het regentschap Magetan van de provincie Oost-Java, Indonesië. Sugihrejo telt 2446 inwoners (volkstelling 2010).